# Frank Lui
Frank Fakaotimanava Lui CNZM (19 de novembre de 1935 - 9 de juliol de 2021) va ser un polític de Niue, que va exercir com a primer ministre de l'estat de Niue des de 1993 fins a 1999.

## Primers anys
Lui va ser criat pels seus avis a Niue després que els seus pares i els seus germans grans emigressin a Wellington, Nova Zelanda. Els seus pares el van enviar a l'illa quan tenia nou anys i va assistir a l'escola de Newtown. Poc després, es va traslladar a l'escola Naenae a Lower Hutt quan els seus pares hi van obtenir l'arrendament d'una casa estatal. Lui va deixar l'escola Naenae el 1950 per assistir a l'escola secundària de Wellington (aleshores Wellington Technical College).
En deixar l'escola, es va unir a la marina mercant de Nova Zelanda i immediatament després es va veure atrapat en la prolongada i acrita vaga dels treballadors del front marí de 1951. Va tornar a Niue el 1956 per tenir cura dels seus avis i hi viu des de llavors. Allà, va ser sotmès a una discriminació colonial que el va motivar a l'activisme polític per canviar el sistema opressiu i paternalista que dirigia el govern de Nova Zelanda (per exemple, als "nadius" de Niue no se'ls permetia comprar licors i se'ls pagava salaris inferiors als dels expatriats de Nova Zelanda). Va organitzar la primera vaga a Niue.

## Carrera política
Lui va ser elegit en les eleccions de Niue de 1963 amb tan sols 28 anys, convertint-se en la persona més jove mai triada a l'Assemblea de Niue. Va perdre el seu escó en les eleccions de 1966, però va ser reelegit el 1969. Va ser reelegit novament el 1972 i nomenat ministre d'Obres i Policia en el gabinet de Robert Rex. Va ser reelegit sense oposició en les eleccions de 1975 i va ser nomenat ministre d'Electricitat, Pesca, Boscos, Turisme i Obres. Durant els propers quinze anys va ocupar diversos càrrecs en el gabinet. Al setembre de 1990, va ser acomiadat del gabinet després d'un intent d'expulsar Rex.

## Primer ministre
Després de la mort de Robert Rex el desembre de 1992, Young Vivian va ser elegit primer ministre. Lui va ser reelegit a l'Assemblea en les següents eleccions de 1993, i el 12 de març va ser elegit primer ministre, derrotant Vivian per 11 vots contra 9. El març de 1994, el ministre de Finances Sani Lakatani va dimitir del gabinet, però va ser reintegrat per Lui abans d'un vot de confiança. Posteriorment, Lakatani va dimitir del gabinet el 8 de novembre després de perdre la cartera financera en una remodelació del gabinet. Es va unir a l'oposició, que es va organitzar en el Partit del Poble de Niue i efectivament va bloquejar l'assemblea. Van seguir una sèrie de vots de confiança empatats i el govern no va poder aprovar la legislació a través de l'Assemblea durant la resta del seu mandat. El Tribunal d'Apel·lació de Niue va declarar, finalment, il·legal un intent de trencar l'estancament declarant vacants els escons dels diputats de l'oposició.
En les eleccions de 1996, Lui va ser reelegit, i va ser reelegit primer ministre, derrotant Robert Rex Jr., per 11 vots contra 9. El segon mandat de Lui va ser més estable i el govern va poder aprovar lleis anticorrupció i prohibir la pesca amb xarxes de deriva a la seva Zona Econòmica Exclusiva. També es va associar amb el despatx d'advocats panameny Mossack Fonseca per establir un "centre de negocis internacional" que proporciona companyies ficticis a clients internacionals, i va establir un servei d'Internet gratuït amb la Societat d'Usuaris d'Internet de Niue. 
Lui va perdre el seu escó en les eleccions de 1999 i va anunciar la seva retirada. Va ser substituït com a primer ministre per Sani Lakatani.

## Després de la política
Després de la seva jubilació, Lui va dirigir un videoclub.
El 2010, es va convertir en president de la Fundació IUSN, una fundació benèfica que ofereix als niueans accés gratuït a Internet.
Va morir el 9 de juliol de 2021 a l'edat de 85 anys.

## Reconeixement
Lui va rebre l'Ordre del Mèrit de Nova Zelanda en els honors de l'aniversari de la reina de 1999.